# Solomon Grundy

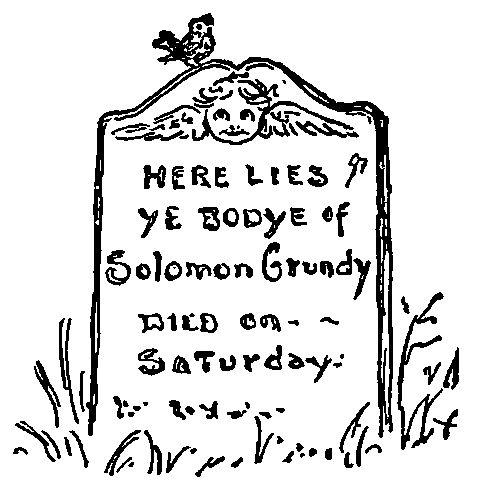
Illustration de la comptine par Clara E. Atwood, tirée de A Book of Nursery Rhymes (1901).

Pour les articles homonymes, voir Solomon Grundy (homonymie).
Solomon Grundy est une comptine populaire anglaise du XIXe siècle. C’est devenu ensuite un personnage de légende urbaine puis un personnage de comics.

## Paroles
Le texte a été publié pour la première fois par James Orchard Halliwell en 1842, d’après des contes populaires.
Solomon Grundy,

Born on a Monday,

Christened on Tuesday,

Married on Wednesday,

Took ill on Thursday,

Grew worse on Friday,

Died on Saturday,

Buried on Sunday.

That was the end

Of Solomon Grundy.
Même si elle n’a pas autant de notoriété, cette comptine a été traduite en français.
Solomon Grundy,

Né un lundi,

Baptisé un mardi,

Marié un mercredi,

Malade un jeudi,

A l'agonie un vendredi,

Mort un samedi,

Enterré un dimanche.

Et c’est ainsi que finit

Solomon Grundy.
Pour effrayer les enfants qui ne sont pas sages, il est dit que Solomon Grundy reviendra un lundi, un peu comme un croque-mitaine.

## Usage dans la culture populaire
Le nom de Solomon Grundy a été donné à un personnage de l’univers DC Comics.  Dans le film Mr. Wolff (ou Le Comptable au Québec), la comptine est récitée comme une litanie apaisante par le personnage autiste interprété par l'acteur Ben Affleck.